# Lammasjärvi, Lappland
Lammasjärvi är en sjö i Kiruna kommun i Lappland och ingår i Torneälvens huvudavrinningsområde. Sjön har en area på 8,23 hektar och ligger 347,2 meter över havet.

## Delavrinningsområde
Lammasjärvi ingår i det delavrinningsområde (759720-176027) som SMHI kallar för Utloppet av Idijärvi. Medelhöjden är 348 meter över havet och ytan är 6,76 kvadratkilometer. Räknas de 22 avrinningsområdena uppströms in blir den ackumulerade arean 385,3 kvadratkilometer. Idijoki (Jierijoki) som avvattnar avrinningsområdet har biflödesordning 3, vilket innebär att vattnet flödar genom totalt 3 vattendrag innan det når havet efter 448 kilometer. Avrinningsområdet består mestadels av skog (25 procent) och sankmarker (29 procent). Avrinningsområdet har 2,84 kvadratkilometer vattenytor vilket ger det en sjöprocent på 42 procent.